# Farsø
Farsø – miasto w Danii, w regionie Jutlandia Północna, w gminie Vesthimmerland.